# 리마주

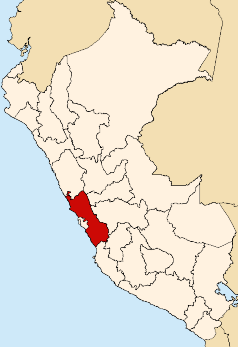
리마 주의 위치

리마주(스페인어: Departamento de Lima)는 페루 중부 연안에 위치한 주로 주도는 우아초이며 면적은 32,129.31km2, 인구는 864,853명(2007년 기준)이다. 페루의 수도인 리마는 리마 주의 서쪽에 위치한 리마 군에 위치하지만 리마 군은 어느 주에도 속하지 않는 별도의 행정 구역으로 존재한다.
북쪽으로는 앙카시 주, 동쪽으로는 우아누코 주와 파스코 주, 후닌 주, 남동쪽으로는 우앙카벨리카 주, 남쪽으로는 이카 주, 서쪽으로는 태평양, 리마 군과 접한다. 9개 군과 128개 구를 관할한다.